# La vida es silbar
 La vida es silbar és una pel·lícula dramàtica cubana estrenada en el 1998 i dirigida per Fernando Pérez.

## Sinopsi
Tres cubans del final de mil·lenni que no són felices es debaten entre l'amor, l'odi, les promeses, la veritat i els prejudicis, i les seves vides s'entrecreuen el dia de Santa Bàrbara (l'africà Xangó, governant dels destins). Mariana, una ballarina, reflexiona trencant els vots de castedat per aconseguir el cobejat paper de Giselle; La Júlia té desmais cada vegada que sent la paraula "sexe" i Elpidio, un músic, sedueix un turista gringa mentre Bebe, la narradora, porta l'espectador a fer un viatge en taxi pels carrers de l'Havana, testimoni mut dels seus dilemes.

## Repartiment
- Coralita Veloz - Julia
- Luis Alberto García - Elpidio
- Claudia Rojas - Mariana
- Ana Victoria Pérez - Bebe
- Rolando Brito - Dr. Fernando
- Isabel Santos
- Mónica Buffanti - Mme Garcés
- Joan Manuel Reyes
- Manuel Porto - Taxista
- Raúl Pomares - taxista

## Palmarès cinematogràfic
- Premis Coral a la millor direcció, a la millor fotografia (Raúl Pérez Ureta), a la revelació femenina (Claudia Rojas) 1998.
- Premi de la CICAE (Confederació Internacional de Cinemes d'Art) al 49è Festival Internacional de Cinema de Berlín, 1999.
- Premi Especial del Jurat, Festival Internacional de Santa Cruz, Bolívia, 1999.
- Reconeixement del Jurat Internacional (Premi a la millor pel·lícula llatinoamericana) Festival Sundance, els EUA, 1999.
- Premi de la Crítica Holandesa, Rotterdam, Holanda, 1999.
- Goya a la millor pel·lícula estrangera de parla hispana, Espanya, 2000.[3]
- Premi Flaiano a la millor pel·lícula estrangera, Itàlia, 2000.